# Arcavica

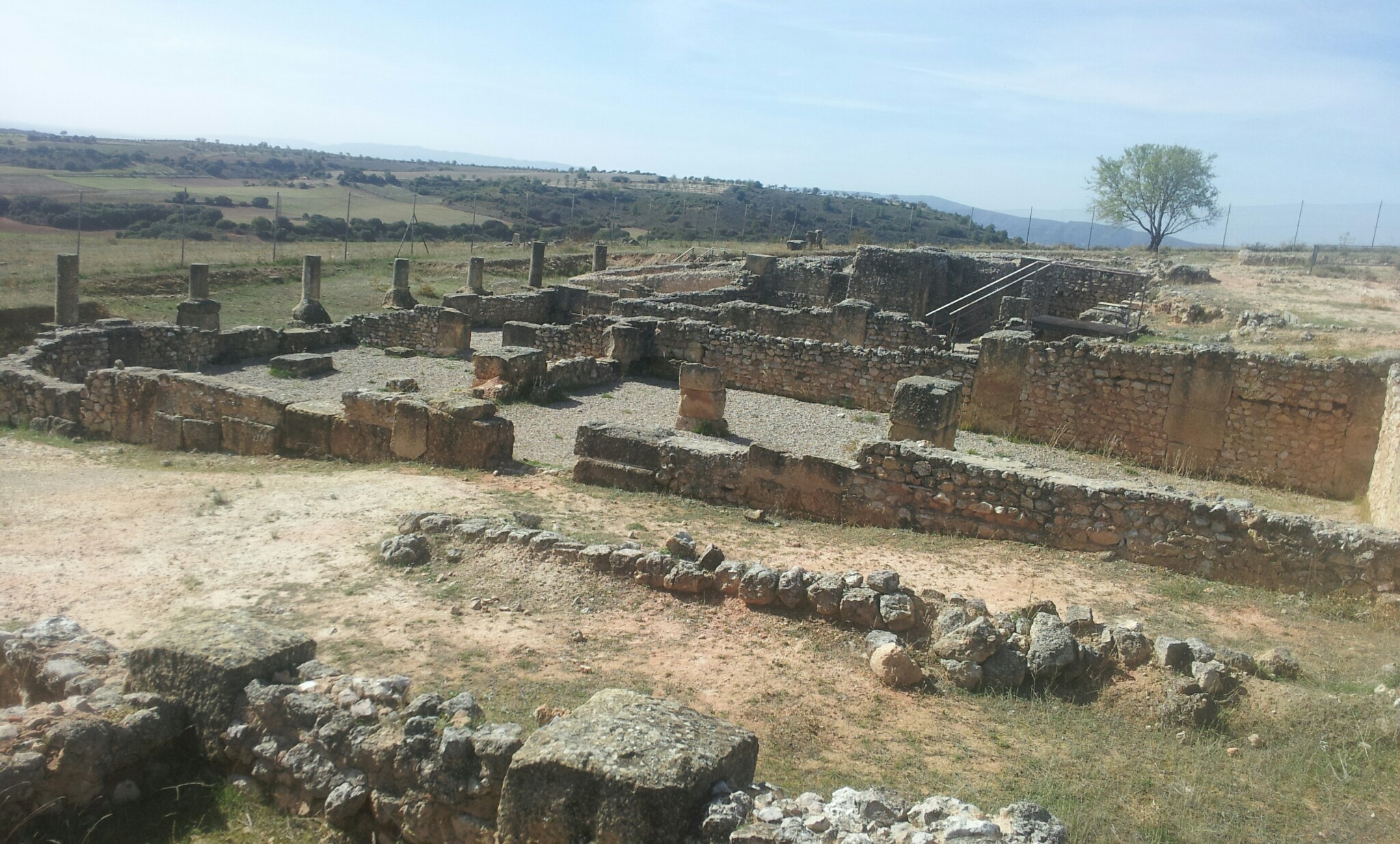
Pozostałości miasta Arcavica

Arcavica (łac. Arcavicensis) – stolica historycznej diecezji w Hiszpanii w metropolii Toledo, współcześnie ruiny Ercavica w Prowincji Cuenca. Obecnie Arcavica to katolickie biskupstwo tytularne. Od 2011 do 2017 biskupem tytularnym Arcavica był Grzegorz Ryś, ówczesny biskup pomocniczy krakowski. Od 2017 tytuł biskupa Arcavica posiada bp Andrzej Iwanecki.
| Lp. | Biskup                         | Funkcja                                                 | Od                | Do                   |
| --- | ------------------------------ | ------------------------------------------------------- | ----------------- | -------------------- |
| 1   | Liudas Povilonis MIC           | administrator apostolski wiłkowyski i kowieński (Litwa) | 7 listopada 1969  | 9 sierpnia 1990      |
| 2   | Cristián Caro Cordero          | biskup pomocniczy Santiago de Chile (Chile)             | 12 marca 1991     | 27 lutego 2001       |
| 3   | Joaquín María López de Andújar | biskup pomocniczy Getafe (Hiszpania)                    | 19 marca 2001     | 29 października 2004 |
| 4   | Raúl Berzosa                   | biskup pomocniczy Oviedo (Hiszpania)                    | 22 marca 2005     | 2 lutego 2011        |
| 5   | Grzegorz Ryś                   | biskup pomocniczy krakowski                             | 16 lipca 2011     | 14 września 2017     |
| 6   | Andrzej Iwanecki               | biskup pomocniczy gliwicki                              | 18 listopada 2017 |                      |